# Quaker Harbour
 (signalé en mai 2025).
Si vous disposez d'ouvrages ou d'articles de référence ou si vous connaissez des sites web de qualité traitant du thème abordé ici, merci de compléter l'article en donnant les références utiles à sa vérifiabilité et en les liant à la section « Notes et références ».
- Archive Wikiwix
- Bing
- Cairn
- DuckDuckGo
- E. Universalis
- Gallica
- Google
- G. Books
- G. News
- G. Scholar
- Persée
- Qwant
- (zh) Baidu
- (ru) Yandex
- (wd) trouver des œuvres sur Wikidata

Quaker Harbour (en espagnol : Bahía de la Plata) est une baie située au nord de l'île Weddell, à l'ouest de la Grande Malouine dansles îles Malouines.
Cette baie est entourée de sommets atteignant jusqu'à 200 m d'altitude et compte plusieurs îles, parmi lesquelles Quaker Island, l'île Barclay, Penn Island,...

## Histoire
Le navigateur britannique et explorateur de l'Antarctique James Weddell, qui a visité les Malouines en 1819-1824, a hiverné à terre sur l'île Weddell (connue à l'époque sous le nom de Swan Island) à Quaker Harbour en mai-septembre 1823.